# هندباء
الهندباء البرية أو الهِندباء وتعرف أيضاً بجذور السريس والشيكوريا، ويطلق عليها اسم «عِلْت» في بلاد الشام. جنس نباتي ينتمي للفصيلة النجمية. من أنواعه:
- الهندباء البرية
- الهندباء الأنديفية
- الهندباء القزمة